# Pavonia eremogeiton
Pavonia eremogeiton är en malvaväxtart som beskrevs av Oskar Eberhard Ulbrich. Pavonia eremogeiton ingår i släktet påfågelsmalvor, och familjen malvaväxter. Inga underarter finns listade i Catalogue of Life.